# Mrežnički Brig
Mrežnički Brig es una localidad de Croacia en el ejido de la ciudad de Duga Resa, condado de Karlovac.

## Geografía
Se encuentra a una altitud de 131 m s. n. m. a 64,5 km de la capital nacional, Zagreb.

## Demografía
En el censo 2011, el total de población de la localidad fue de 266 habitantes.
| Gráfica de población de Mrežnički Brig 1857-2011                    |
|                                                                     |
| Según los censos de población de la oficina estadística de Croacia. |